# Evguénia Guinzbourg
Pour les articles homonymes, voir Guinzbourg.
Evguénia Sémionovna Guinzbourg (en russe : Евгения Семёновна Гинзбург, née le 7 décembre 1904 (20 décembre dans le calendrier grégorien) à Moscou et morte le 25 mai 1977 est une écrivaine soviétique, principalement connue pour avoir raconté son expérience des prisons du NKVD et des camps du Goulag.
Elle est la mère de l'écrivain Vassili Axionov.

## Biographie
Née à Moscou en 1904 dans une famille juive qui quitte la ville en 1909 pour s'installer à Kazan, capitale de la province du Tatarstan. Elle obtient un diplôme de l'université fédérale de Kazan, avant de soutenir une thèse de doctorat en histoire à Saint-Pétersbourg (un temps Léningrad).
Elle donne des cours à l'université de Kazan où elle rencontre en 1932 son futur mari Pavel Axionov. Elle dirige aussi le département culturel du journal Tatarie rouge et participe à la rédaction de l'ouvrage historique L'Histoire de la Tatarie. Son mari est membre du bureau politique du Parti communiste de l'Union soviétique et elle-même est membre du secrétariat régional du parti communiste de Tatarie et du comité exécutif central des Soviets. Ensemble, ils ont deux enfants, Aliocha et l'écrivain Vassili Axionov.
Les Grandes Purges, destinées à éliminer tous ceux qui auraient pu menacer ou seulement faire de l'ombre à Joseph Staline, les rattrapent au milieu des années 1930.
Inquiétée dès 1935, chassée de son poste à l'université puis exclue du Parti, elle est arrêtée le 15 février 1937. Après de longs mois d'instruction dans les prisons de Kazan et de Moscou, elle est condamnée en août 1937 à 10 ans de réclusion en cellule d'isolement pour « activité trotskiste contre-révolutionnaire ». Elle effectue les deux premières années de sa peine dans la prison politique de Iaroslavl ; en 1939, sa condamnation est commuée en dix ans de travaux forcés à la Kolyma, au camp d'Elguen. Envoyée au Goulag, elle sera libérée en 1947. Elle doit cependant attendre jusqu'en 1955 pour être réhabilitée, à la faveur du relatif « dégel » suivant la mort de Staline. Elle est réhabilitée «faute de corps de délit», mais après avoir été contrainte de vivre pendant vingt ans en Sibérie, dans des conditions particulièrement difficiles.
Elle écrit ses mémoires à partir de 1959. Le premier livre, intitulé Le Vertige et sous-titré Chroniques des temps du culte de la personnalité, relate le début de son calvaire jusqu'à son arrivée à la Kolyma. La suite est racontée dans le second tome, Le Ciel de la Kolyma. C'est grâce au samizdat que ses écrits ont été diffusés clandestinement en URSS, avant d'être publiés en Occident à la fin des années 1960 pour le premier tome, et à la fin des années 1970 pour le second.

## Le Vertige
Le premier tome de son autobiographie retrace sa vie depuis 1935 à 1940, à travers les différentes étapes de son arrestation.
Diplômée d'histoire à l'université de Kazan, elle participe à la création du journal Tatarie rouge et à l'écriture de L'Histoire de la Tatarie. En 1935, après l'arrestation d'un de ses collègues, le professeur Elvov, elle est accusée de ne pas avoir signalé une de ses erreurs dans ces textes. Cet homme étant rapidement considéré comme un « contrebandier trotskyste », Evguénia est bientôt vue comme sa complice au sein de l'université et se voit infliger un blâme. Elle est ensuite démise de ses fonctions, avec interdiction d'enseigner, même après être allée plaider sa cause à Moscou, faisant valoir sa fidélité au parti. Emelian Iaroslavski l'accuse de connivence avec les ennemis du peuple et « activité contre-révolutionnaire » et l'exclut du parti communiste.
Arrêtée le 15 février 1937, elle est enfermée au sous-sol de la Direction régionale du NKVD, rue du Lac Noir, où elle reste durant 3 mois. Sa compagne de cellule, Lydia Chepel dite « Liama », est une kavejedinka de la Chine orientale. En avril 1937, elle est transportée à la Boutyrka de Moscou, puis la prison de Lefortovo en attente de son procès. Celui-ci a lieu en août 1937, et la condamne à 10 ans de détention en cellule d'isolement, avec retrait des droits civiques pendant cinq ans. Son isolement durera en fait deux ans à Iaroslav, où l'y rejoindra quelques mois plus tard son amie Ioulia Karepova (l'efficacité des Grandes Purges staliniennes instaurées par Nikolaï Iejov oblige les prisons à admettre deux prisonniers dans chaque cellule d'isolement). En mai 1939, après la disparition de Iejov et son remplacement par Beria, alors que l'intensité des purges diminue fortement, sa peine est commuée en dix ans de travaux forcés. Elle voyage pendant un mois dans un wagon à bestiaux avec 77 autres détenues pour arriver le 7 juillet 1939 au camp de transit de Souzdal à Vladivostok, en attente de la Kolyma.
Evguénia embarque sur le Djourma pour la Kolyma en 1939. L'hiver 1939-40 étant particulièrement rude, elle effectue des travaux de bonification à une température de −40 °C. En 1940, la « réparatrice » Véra, pour la récompenser d'un don, lui donne un travail à l'hôtel Magadan pendant un mois. Ensuite, elle est envoyée comme plongeuse au réfectoire masculin, au service du chef Achmet. Evguénia fait la rencontre d'un sourd allemand, Helmut.
En compagnie d'autres personnes poursuivies pour le même chef d'accusation, elle est envoyée dans le sovkhoze d'Elguen, dans la taïga, dont le nom signifie « mort » en iakoute. Les prisonnières arrivent le 4 avril 1940. Avec une certaine Galia, elle abat des arbres à longueur de journée.
À la fin du livre, le chirurgien Vassili Ionovich Pétouchov de Léningrad lui apprend qu'il a vu son fils Aliocha deux ans auparavant. Elle est ensuite assignée comme infirmière au « combinat pour enfants », donc sauvée dans un premier temps. Elle écrit que, quand elle rentre dans le baraquement réservé aux enfants, elle est surprise par les pleurs de ceux-ci et elle-même se met à pleurer : elle se rend alors compte qu'elle n'avait pas pleuré depuis plusieurs années et qu'en pleurant à son tour, elle redevient un être humain, parce qu'elle éprouve de la compassion pour des êtres humains, plus fragiles qu'elle.

## Le Ciel de la Kolyma
C'est le second tome de son autobiographie, consacré à la période allant de 1940/1941 jusqu'en 1955 (la mort de Staline en 1953 lui permettant d'être réhabilitée et d'en finir avec le régime de détention en camp puis de semi-détention, en Sibérie, pour des «crimes» politiques imaginaires),.
L'ouvrage débute au moment où s’achève le premier tome, Le Vertige. Evguénia Guinzbourg est envoyée dans un combinat chargé des enfants de détenus. Elle décrit le dénuement extrême de ces jeunes enfants séparés de leurs parents, les joies qu’elle vit avec eux durant une année, mais aussi leur forte mortalité due à leurs conditions de vie et l’absence de soins.
L’entrée en guerre de l’URSS en juin 1941 conduit à une aggravation de ses conditions de vie. Elle transite par plusieurs lieux de travail forcé et camps de détention. Elle y rencontre le médecin Anton Walter, avec qui elle entame une liaison, clandestinement car les relations amoureuses entre zeks sont prohibées. Anton Walter deviendra par la suite son second mari [son témoignage sur cette rencontre donnera lieu à deux adaptations au cinéma : en 1974, E cominciò il viaggio nella vertigine, un film italien de Toni De Gregorio (it) avec Ingrid Thulin et en 2009, Dans la tourmente), un film belgo-germano-polonais de Marleen Gorris]. En 1947, elle sort enfin du camp d'Elguen, après avoir achevé ses dix ans de peine,. Elle s’installe à Taskan puis à Magadan, capitale de la Kolyma. Son fils ainé est mort durant la Seconde Guerre mondiale, au siège de Léningrad. Elle parvient, avec beaucoup de difficultés, à faire venir son second fils, Vassili Axionov, né de son premier mariage, avec Pavel Axionov : Vassili Axionov est désormais un adolescent de 16 ans lorsqu'il retrouve sa mère. Elle adopte  également une petite fille abandonnée. Mais leur existence en Sibérie reste suspendue au bon vouloir du pouvoir.
La mort de Staline, en 1953, est vécu comme un soulagement par Evguénia Guinzbourg, sa famille et ses compagnons de goulag : « C’étaient des larmes de vingt années. En une minute, tout défila devant mes yeux. Toutes les tortures et toutes les cellules. Toutes les rangées de fusillés et les foules innombrables d’êtres martyrisés. Et ma vie, ma vie à moi, réduite à néant par la volonté diabolique de cet homme ». Ce récit de ce qu'elle a «vécu, constaté et ressenti» s’achève en 1955.

## Hommages
L'écrivaine soviétique est connue et appréciée dans de nombreux pays. Peu après sa mort, Michel Butel, qui vient d'obtenir le Prix Médicis 1977, signe dans Le Monde un billet poétique à sa mémoire appelant à la "parole contre l'État, contre tous les États", les citoyens étant "cette eau fluide qui glisse entre vos doigts" et "va noyer ce monde, engloutir votre monde", car si chaque homme libre est "moins que rien", "moins que de l'eau, une goutte d'eau", c'est "cette goutte d'eau qui fait déborder le vase".

## Œuvres
- Le Vertige, Paris, Le Seuil, 1967  (ISBN 2020316366). Éd. poche, Paris, Le Seuil, coll. « Points », 1982.
- Le Ciel de la Kolyma, (ouvrage posthume), Paris, Le Seuil, 1979. Éd. poche, Paris, Le Seuil, coll. « Points », 1983.

### Édition en français
- Evguénia Sémionovna Guinzbourg (trad. du russe par Geneviève Johannet), Le Vertige [« Крутой маршрут »], t. 2 : Le Ciel de la Kolyma, Paris, Le Seuil, coll. « Points »,‎ 1980, 512 p.

## Adaptations cinématographiques
- 1974 : E cominciò il viaggio nella vertigine, un film italien de Toni De Gregorio (it) avec Ingrid Thulin
- 2009 : Dans la tourmente (Within the Whirlwind), un film belgo-germano-polonais de Marleen Gorris avec Emily Watson